# Femniterga megana
Femniterga megana är en fjärilsart som beskrevs av Johnson 1988. Femniterga megana ingår i släktet Femniterga och familjen juvelvingar. Inga underarter finns listade i Catalogue of Life.